# Barry Wood
Barry Alexander Anthony Wood OMI (ur. 13 czerwca 1942 w Port Elizabeth, zm. 2 maja 2017 w Durbanie) – południowoafrykański duchowny katolicki, biskup pomocniczy Durbanu w latach 2006-2017.

## Życiorys
W 1965 złożył śluby wieczyste w Zgromadzeniu Misjonarzy Oblatów Maryi Niepokalanej. Święcenia kapłańskie otrzymał 14 lipca 1968. Po święceniach został przełożonym misji w Zulu, zaś w latach 1977-1978 był dyrektorem pre-nowicjatu zakonnego. Rok później otrzymał nominację na mistrza nowicjatu, zaś w latach 1987-1992 kierował scholastykatem zakonnym. W 1992 wybrany prowincjałem, zaś w 1999 został proboszczem w Woodlands oraz wikariuszem generalnym archidiecezji durbańskiej. Od 2003 pracował w kurii tejże archidiecezji.
10 października 2005 papież Benedykt XVI mianował go biskupem pomocniczy Durbanu ze stolicą tytularną Babra. 26 lutego 2006 z rąk kardynała Wilfrida Foxa Napiery przyjął sakrę biskupią. Funkcję sprawował aż do swojej śmierci. 
Zmarł w szpitalu w Durbanie 2 maja 2017.